# أوي ماركس
أوي ماركس هو عالم التقانة الحيوية ألماني، ولد في 26 يونيو 1964 في برلين في ألمانيا.